# Marie Langlois
Pour les articles homonymes, voir Langlois.
Marie Langlois, née à Aunay-sur-Odon le 10 octobre 1897 et morte dans le même village le 26 décembre 1986, est une institutrice et syndicaliste enseignant française.

## Biographie
Elle est née à Aunay-sur-Odon le 10 octobre 1897. Elle devient institutrice en 1916 à Caen. En 1919, elle rencontre Ludovic Zoretti dont elle devient la secrétaire.
En février 1941, elle participe à la création de la section locale du rassemblement national populaire. Contrairement à Zoretti, elle évite la cour de justice et elle est condamnée par la chambre civique le 10 novembre 1946 à une indignité nationale de dix ans et une interdiction de séjour.

## Parcours syndical
En 1924, elle est élue secrétaire-ajointe de l'union départementale de la CGT du Calvados. Puis en 1928, elle en est la secrétaire. Elle garde ce poste jusqu'en 1939 malgré une interruption entre 1931 et 1933. Lors de la réunification de la CGT et de la CGT-U, elle devient secrétaire du nouveau syndicat.
En janvier 1944, elle est nommée au conseil supérieur du travail.
Au sortir de la guerre, elle est exclue par la commission de reconstitution des organisations syndicales de par son adhésion à la charte du travail.